# Ophiolernaea formosana
Ophiolernaea formosana is een eenoogkreeftjessoort uit de familie van de Pennellidae. De wetenschappelijke naam van de soort is voor het eerst geldig gepubliceerd in 1966 door Ho.